# Club Stade Marocain (football)
 (janvier 2023).
Maillots
Actualités
Le Club Stade Marocain (en arabe : نادي سطاد المغربي) est un club marocain de football fondé en 1915 par les francos protecteurs de la ville de Rabat. Considéré comme l'un des plus anciens clubs de football marocains encore en activité, il représente la ville de Rabat tant que deuxième club fondé à la capitale (après l'Olympique Marocain).
La section de football est la plus prestigieuse du club omnisports, qui possède également une branche de handball, de basket-ball et d'athlétisme. Il évolue désormais en deuxième division du Championnat marocain.

## Histoire
Le Stade Marocain est un club marocain omnisport, fondé en 1915, situé à Rabat et évoluant en deuxième division du championnat marocain. Il est considéré comme l'un des plus anciens clubs de football marocains[réf. souhaitée].
Il possède dans son palmarès trois titres du championnat marocain (1928, 1931 et 1944), ainsi qu'il était vice-champion en (1934, 1942 et 1964). Il a participé plusieurs fois aux compétitions internationales dont il était vice-champion de la Ligue des Champions d'Afrique du Nord en 1931.

## Palmarès

### Football
| Compétitions nationales | Compétitions internationales                       |
| - Botola Pro1 (3) - Champion : 1927/28, 1930/31, 1943/44 - Vice-champion : 1933/34, 1938/39, 1941/42, 1963/64 - Coupe du Maroc (1) - Vainqueur : 1951 - Finaliste : 1935, 1941 - Supercoupe du Maroc (1) - Vainqueur : 1944 - Finaliste : 1934, 1935, 1939, 1942 - Botola de la Ligue du Centre (4) - Champion : 1939/40, 1941/42,1943/44, 1945/46 - Coupe de la Ligue du Centre (6) - Vainqueur : 1945, 1947, 1949, 1950, 1951, 1952 - Botola Pro2 (2) - Champion : 1946/47, 1960/61 - Botola Amt1 (1) - Champion : 1945/46 | - Ligue des champions de l'ULNA - Finaliste : 1931 |

Compétitions amicales
- Tournoi de Noël (Alger) (1)
  - Vainqueur : 1944

### Rugby
| Compétitions nationales                            | Compétitions internationales                          |
| - Championnat du Maroc (2) - Champion : 1934, 1937 | - Championnat d'Afrique du Nord (1) - Champion : 1934 |

## Personnalités du club

### Entraîneurs
- M. Benchetrit (1919-1956) : Champion du Maroc en trois reprises, vainqueur de la Coupe du Maroc en 1944, vainqueur de la Coupe M. Adrien et Champion du Maroc D2 en 1947, jusqu'à présent il est l'entraîneur le plus titré dans l'histoire du club[source secondaire souhaitée].

- Larbi Benbarek (1957-1959) : La légende feu Perle noir a choisi de mettre fin a sa carrière de foot étant joueur sous le maillot du Stade en 1957 dont il était joueur-entraineur de la 1re équipe.

### Joueurs
- Ahmed Ach'houd (1919-1956) : il a commencé à jouer au club dès sa fondation jusqu'à 1945 où il est parti en France pour porter le maillot de Racing Club de Lens, avant de revenir au Maroc en 1948 pour rejoindre l'empereur Wydad AC, (avec qui il a gagné  : 4 Championnats du Maroc, 5 Supercoupes du Maroc, 3 Coupes d'Ouverture de la Saison, 2 Coupes d'Élite du Maroc, 1 Coupe de Casablanca, 3 Ligues des Champions de l'ULNA, 1 Coupe des Coupes de l'ULNA et 3 Supercoupes de l'ULNA) jusqu'à 1952 après le départ du Père Jégo, il est revenu chez le Stade, avec qui il a marqué plus de 70 buts (Record dans l'histoire du club[réf. souhaitée]) et était champion du Maroc trois fois et finaliste de la ligue des champions d'Afrique du Nord en 1931. Ainsi qu'il était sélectionné avec l'équipe nationale du Maroc plusieurs fois[source secondaire souhaitée]. Il a entraîné aussi son club natal après l'indépendance, avec qui il a remporté le Championnat du Maroc D2 en 1961[source secondaire souhaitée]. Sélectionné avec l'Équipe du Maroc de football (LMFA) plusieurs fois, Ahmed était sacré vainqueur du Tournoi Interligues de l'ULNA en trois reprises[source secondaire souhaitée]. Après qu'il a met fin a sa carrière de joueur, il a commencé a entraîner[source secondaire souhaitée] son club le Stade Marocain.

- Mohamed Benjelloun (1928-1936) : grande personnalité du sport marocain, feu haj Touimi (futur président-fondateur du WAC) a porté le maillot du Stade, avec qui il était sacré champion du Maroc en deux reprises : 1928 et 1931, l'an où il a entamé avec le club la finale de la ligue des champions de l'ULNA.

- Milazzo

- Larbi Benbarek (1957-1959) : étant joueur-entraineur, feu la Perle Noir a fais son choix de finir une carrière glorieuse du joueur sous le maillot du Stade.

- Vegas
- Abdelkader Raïs
- Lahcen Rmidi «Ramdane»
- Hassan Chafai

- Abdenbi Abtal (1973-1982) : Ce joueur est un des symboles du football marocain ayant mis Stade en map de football marocain par s'imposer aux grand clubs du Maroc pendant le siècle passé[réf. nécessaire].

- Youssef Kaddioui
- Issam Erraki